# Einheit für Demokratie und Gerechtigkeit
Die Einheit für Demokratie und Gerechtigkeit (amharisch አንድነት ለዴሞክራሲና ለፍትህ ፓርቲ, transkribiert Andenet ledemocracy ena lefitih; englisch Unity for Democracy and Justice), bekannt unter dem Namen Andenet (deutsch für Einheit; Abkürzung UDJ) war die einflussreichste außerparlamentarische politische Oppositionspartei in Äthiopien. Sie ging 2021 in der neuen Partei Äthiopische Bürger für Soziale Gerechtigkeit auf.

## Entwicklung
Die Einheit für Demokratie und Gerechtigkeit wurde am 20. Juni 2008 gegründet, um bei den allgemeinen äthiopischen Wahlen am 23. Mai 2010 anzutreten. Die Vorsitzende der Partei war Birtukan Mideksa, der Generalsekretär Andualem Aragie. Die Parteibasis entstammte zumeist aus dem Umfeld der Parteien, welche die oppositionelle Koalition für Einheit und Demokratie formten.
Die Vision der Partei war es, ein demokratisches Äthiopien aufzubauen, welches die Menschenrechte garantiert, eine prosperierende Wirtschaft hat und die Armut beseitigt hat. Zudem wollte sie das Land Äthiopien, dessen Geschichte bis in die Antike reicht, im internationalen Vergleich wieder in eine stärkere Position versetzen.
Die Einheit für Demokratie und Gerechtigkeit hatte Ableger für die äthiopische Diaspora auf sämtlichen Kontinenten der Welt und Parteiorganisationen in allen größeren äthiopischen Städten sowie in sämtlichen der neun Regionen Äthiopiens. Ihre Unterstützung erhielt die Partei vor allem aus den Kreisen der Auslandsäthiopier.